# Гізела (дочка Карла III)
Гізела (фр. Gisèle; fl. 911, можливо також Гісла) — франкська принцеса, яка була одружена з Ролло, герцогом Нормандії. Серед істориків немає однозначної думки, чи існувала Гізела насправді.

## Походження
Згідно з обмеженими ранніми записами, Гізела була дочкою короля Західнофранкського королівства Карла III Простакуватого. Існує певна дискусія про те, чи була вона законною чи позашлюбною дочкою Карла.

## Шлюб
Перша згадка про неї стосується її заручення з Ролло після облоги Шартра в 911 році. Коли Ролло зазнав поразки, він погодився на договір Сен-Клер-сюр-Епт, згідно з яким його призначили першим герцогом Нормандії, присягнув на вірність Карлу, погодився прийняти християнство та одружився з Гізелою. Шлюб Гізели — і її існування — не мають незалежного підтвердження, що свідчить про те, що вона може бути легендарною.
Нормандський хроніст Вільгельм Жюм'єж згадував, що Ролло мав двох дружин: полонену в Байє, Поппу, з якою він одружився more danico («за скандинавським звичаєм»). Поппа була матір'ю сина Ролло Вільгельма I Довгого меча. Згідно з хроністом, Ролло покинув Поппу, щоб одружитися з Гізелою, more Cristiano («згідно з християнським звичаєм») під час договору Сен-Клер-сюр-Епт, і що, коли Гізела померла, він знову одружився з Поппою, можливо, близько 917 року. Однак відсутність будь-яких записів про цю королівську принцесу чи її шлюб у франкських джерелах свідчить про те, що шлюб із Гізелою може бути апокрифічним. Достеменно відомо, що у Гізели не було сина. Якби Гізела існувала і народила дітей Ролло в законному християнському шлюбі, малоймовірно, щоб син Поппи Вільгельм вважався б християнськими франками законним.

## У масовій культурі
Персонажка на ім'я Гісла (представлена як дочка Карла II Лисого, а не його онука Карла III Простого, і як мати дітей Ролло) зображена в телесеріалі «Вікінги» акторкою Морганою Поланскі.